# Saison 2017 des Dodgers de Los Angeles
La saison 2017 des Dodgers de Los Angeles est la 135e saison en Ligue majeure de baseball pour cette franchise, la 126e en Ligue nationale et la 60e depuis le transfert des Dodgers de Brooklyn vers Los Angeles. 
Les Dodgers sont champions de la Ligue nationale pour la première fois depuis 1988 mais perdent la Série mondiale 2017 quatre matchs à trois aux mains des Astros de Houston. Ils sont la meilleure équipe du baseball majeur en saison régulière 2017. Remportant 13 matchs de plus que la saison précédente, ils savourent 104 victoires contre 58 défaites pour leur meilleure performance et leur première saison de 100 victoires depuis leurs 102 succès de la saison 1974. Ils terminent au premier rang de la division Ouest de la Ligue nationale pour une 5e année consécutive. La saison presque sans faute du club dirigé par le gérant Dave Roberts est aussi étonnamment marquée par un passage à vide, le pire depuis l'arrivée de la franchise à Los Angeles en 1958, de 16 défaites en 17 matchs, dont 11 défaites consécutives au début septembre. Avant de s'incliner face à Houston en Série mondiale, les Dodgers éliminent les Diamondbacks de l'Arizona en Série de division puis détrônent les Cubs de Chicago en Série de championnat.
Pour une 2e année de suite, un joueur des Dodgers est élu recrue de l'année. Après avoir établi le nouveau record de la Ligue nationale de 39 circuits à sa première saison, Cody Bellinger reçoit le prix, succédant à son coéquipier Corey Seager, lauréat en 2016.

## Saison régulière
La saison régulière de 162 matchs des Dodgers débute le 3 avril 2017 par la visite au Dodger Stadium des Padres de San Diego et se termine le 1er octobre suivant. 

### Classement
| Ligue nationale division Ouest | V   | D  | %    | Diff. | Diff. (séries) |
| ------------------------------ | --- | -- | ---- | ----- | -------------- |
| Dodgers de Los Angeles         | 104 | 58 | ,642 | -     | -              |
| Diamondbacks de l'Arizona      | 93  | 69 | ,574 | 11    | +6             |
| Rockies du Colorado            | 87  | 75 | ,537 | 17    | -              |
| Padres de San Diego            | 71  | 91 | ,438 | 33    | 13             |
| Giants de San Francisco        | 64  | 98 | ,395 | 40    | 23             |